# Дригальский, Вильгельм фон
Карл Рудольф Арнольд Артур Вильгельм фон Дригальский (род. 21 июня 1871 г. в Дрездене ; † 12 мая 1950 года в Висбадене) — немецкий бактериолог и гигиенист, ассистент Роберта Коха. Совместно с Генрихом Конради внёс большой вклад в разработку методов выделения бактерии Salmonella Typhi, вызывающей брюшной тиф.

## Семья
Карл Вильгельм фон Дригальский происходил из семьи военных офицеров из верхней Силезии (его дед, Каролус фон Дригальский был полковником прусской армии). Вильгельм был сыном прусского капитана и редактора Артура фон Дригальского (1834—1897) и Минны фон Дригальской, урождённой Кун (1840—1900).
5 марта 1905 года Дригальский женился в Висбадене на писательнице Элизабет «Лизбет» Дилл, дочери члена городского совета Саарбрюккена а также владельца поместья и пивоварни Дудвейлер, Фридриха Вильгельма Дилла. В браке у них родилась дочь Леонора (*1912) и сын Вольфганга фон Дригальский (1907—1943).

## Жизнь и карьера
Фон Дригальский посещал несколько школ в том числе в Хиршберге, Штаргарде и Ратиборе. Аттестат о среднем образовании он получил в Детмольде в 1890 году, а затем поступил в Академию кайзера Вильгельма для получения военно-медицинского образования. В 1895 году он получил докторскую степень в Университете Фридриха-Вильгельма в Берлине, а в следующем году сдал государственный экзамен, чтобы стать военным врачом. После этого работал ассистентом Роберта Коха в университетской больнице Шарите в Берлине. По рекомендации Коха был включен в комиссию по искоренению тифа в Германии в которой проработал с 1902 по 1904 год.
В 1905 году получил звание полного профессора, а также стал бактериологом немецкой армии. В том же году он женился на Элизабет «Лизбет» Дилл. В следующем году получил звание профессора Ганноверского технического университета, а в 1907 году получил право преподавать в университете Галле. В 1907 году Вильгельм занял должность городского врача (Stadtartz) Галле, полученную по рекомендации Коха, и преподавал в местном университете с 1913 года. Во время Первой мировой войны Вильгельм был направлен на Балканы и Западный фронт для ликвидации эпидемии холеры. На несколько месяцев, с 1915 по 1916 год, он был назначен на должность временного губернского врача в Брюсселе. Затем вплоть до конца войны выступал советником армии в области гигиены.
В 1919 году вступил в Немецкую демократическую партию. С 1921 года он занимался регистрацией так называемых «имбецильных» семей, а с 1923 года читал лекции по расовой гигиене. С 1925 по 1933 год он возглавлял службу здравоохранения в Берлине. 12 июня 1927 года под его председательством состоялось учредительное собрание Ассоциации общественных консультационных центров по вопросам брака. С ростом нацизма его членство в Немецкой демократической партии вызывало всё больше вопросов у руководства. Вильгельм был уволен со своего поста в Берлине в марте 1933 года и потерял право преподавания в университете Галле в 1937, что вынудило его уйти в отставку. Следующие несколько лет он работал судовым врачом, врачом компании по гигиене и врачом общей практики. В конце-концов, в 1942 году, он обосновался в Висбадене, столице земли Гессен. После Второй мировой войны был министериалратом в Министерстве внутренних дел земли Гессен. Вильгельм умер 12 мая 1950 года в возрасте 78 лет.

## Достижения
В 1900-х годах микробиологи активно работали над проблемой выделения Salmonella Typhi и способом отличить её колонии от колоний совыделяемой Esherichia Coli. Дригальский совместно с Генрихом Конради были одними из первых, кто предложил в качестве дифференцирующего фактора использовать не антисептики, а разницу в метаболизме моно и дисахаридов. В то время уже появился агар на основе лактозы и пептона с добавлением лакмусового индикатора, при росте на котором колонии S. Typhi оставались бесцветными, а колонии E. Coli становились красными из-за их способности окислять лактозу. Такой подход хорошо работал для чистых культур, однако не годился для бактерий, выделенных из образцов фекалий. Множественные кокки, присутствовавшие в образцах закисляли среду и окрашивали её в красный, делая дифференциацию колоний невозможной. Для решения это проблемы Дригальский и Конради разработали новую агарово-лакмусовую среду, состоявшую из лактозы, пептона, а также кристаллического фиолетового и дезоксихолата. Последние два ингредиента предназначались для подавления роста кокков. Дригальский и Конради исследовали более шести красителей-антисептиков в различных концентрациях и выяснили, что кристаллический фиолетовый в соотношении 1 к 100000 ингибирует рост кокков не препятствуя развитию колоний S. Typhi. Среда получила название агар Дригальского-Конради, и в последующие десятилетия стала основой для многих селективных сред. Хотя рецептура значительно менялась, в той или иной форме это среда до сих пор используется в микробиологии для селективного отбора неприхотливых грамотрицательных палочек, и в частности патогенных Enterobacteriaceae. Открытие Дригальского и Конради привело к успехам в лечения брюшного тифа и дизентерии.

Во время поездки берлинской делегации в 1929 году в Вашингтон, округ Колумбия (слева направо): лорд-мэр Густав Бёсс и госсекретарь США Генри Л. Стимсон (сидят), рядом с тремя членами городского совета Вильгельмом Бенеке, Йенсом Нидалем и Вильгельмом фон Дригальским, а также Отто Кипом, советник посольства Германии в Вашингтоне, округ Колумбия.

В 1902 году Дригальский и Конради предложили новый микробиологический инструмент — шпатель с навершием загнутым в виде треугольника, которым было крайне удобно распределять клеточный инокулят по агаровой подложке. В последствии инструмент получил название шпателя Дригальского, так же как и одноимённая техника посева с его использованием. Метод посева Дригальского заключается в том, что бактериальный инокулят распределяют по поверхности чашки Петри с помощью шпателя, затем, не обжигая шпатель, переносят его на вторую чашку Петри, растирая по поверхности. Повторяют эту операцию третий раз (не обжигая шпатель). Материал на поверхности шпателя истощается и на третьей чашке Петри можно получить изолированные колонии.